# Oxydia insolita
Oxydia insolita är en fjärilsart som beskrevs av W. Warren 1900. Oxydia insolita ingår i släktet Oxydia och familjen mätare. Inga underarter finns listade i Catalogue of Life.